# Болгуры (деревня)
Болгуры — деревня в Воткинском районе Удмуртской Республики Российской Федерации.

## География
Деревня находится в восточной части республики, в подзоне южной тайги, у реки Позимь, на расстоянии примерно 14 километров (по прямой) юго-западнее города Воткинска, административного центра района. Рядом проходит автодорога Ижевск — Воткинск.

### Климат
Климат характеризуется как умеренно континентальный, с продолжительной холодной многоснежной зимой и коротким относительно жарким летом. Среднегодовая температура воздуха — 1,4 °С. Средняя температура воздуха самого тёплого месяца (июля) — 17,5 °C (абсолютный максимум — 34,3 °C); самого холодного (января) — −15 °C (абсолютный минимум — −43 °C). Вегетационный период длится 160 дней. Среднегодовое количество атмосферных осадков составляет 527 мм, из которых 376 мм выпадает в период с апреля по октябрь. Снежный покров держится в течение 172 дней.

## История
Согласно переписи 1790 года в деревне Болгуры насчитывалось 6 хозяйств и проживало 80 жителей, считается, что первые поселенцы пришли на эти земли около 1760 года.
Некоторое время деревня была приписана к Воткинску, Воткинскому заводу, в пользу которого жители отрабатывали несколько дней в году.
Установление советской власти в Болгурах происходило непросто. На то время в деревне было много крепких хозяйств, с приходом советской власти многие крестьяне были раскулачены. Находясь между Ижевском и Воткинском, деревня не осталась в стороне от трагических событий 1918—1919 гг. (Ижевско-Воткинское восстание и его подавление). В память об этом в деревне стоит стела «Жертвам белого террора».
Во время Великой Отечественной войны в Болгурах было три колхоза: «Трудовик», «Земледелец», «Первое мая». Возле железнодорожной станции функционировала лесозаготовка. Как и везде в стране в те тяжелые времена в колхозах работали в основном женщины. На весь район прославилось своим ударным трудом звено трактористок из деревни Болгуры. Шестеро девушек, каждую звали Анна, прошли курсы трактористов и, заменив мужчин, ушедших на фронт, сели за руль трактора. Эту легендарную бригаду называли «Звено Нюрок».
Сохранился в деревне один интересный документ той военной поры: зимой на деревенском сходе женщины обсуждали, закрывать ли им на период установившихся морозов школу из-за нехватки дров или снять кого-то с колхозных работ и отправить на заготовку дров для отопления школы. Решение принималось тяжело, но женщины постановили, что учиться детям надо, и была выделена бригада для снабжения школы дровами.
В 1958 году три колхоза объединились в один «Колхоз имени М. В. Фрунзе». Колхоз специализировался на животноводстве. Болгуринские доярки не раз отмечались правительством Республики за высокие показатели в работе.
После 1991 года от крупного животноводческого хозяйства практически ничего не осталось.
Административный центр муниципального образования Болгуринское до июня 2021 года. Законом Удмуртской Республики от 10.06.2021 № 65-РЗ к 25 июня 2021 года муниципальный район и входящие в его состав сельские поселения преобразованы в муниципальный округ «Воткинский район».

## Инфраструктура
Основа экономики — сельское хозяйство. Есть фермерское и личное подсобное хозяйство. В деревне около 172 домов. Фермерством занимаются молодые семьи. Местные жители трудятся в соседнем совхозе «Восточный».
Развивается событийный туризм. С 12 июня 2012 года отмечается «День деревни». В 2012 году у деревни проводился XVII Республиканский музыкальный фестиваль «Бабушкина дача».
В деревне есть магазины, детский сад, школа, почта, дом культуры, фельдшерский пункт.

## Транспорт
Деревня доступна автотранспортом.